# Йоганн Георг Репсольд
Йоганн Георг Репсольд (нім. Johann Georg Repsold; 1770—1830) — німецький оптик, механік та астроном. Засновник фірми з виробництва астрономічних інструментів, якою після його смерті керували його сини, а згодом онуки. Директор обсерваторії в Штадтваллі. Одночасно працював пожежником, керував пожежною командою в Гамбурзі. Загинув під час гасіння великої пожежі.

## Біографія
Йоганн Георг Репсольд народився 19 вересня 1770 року в селищі Времен поблизу Бремергафена в сім'ї священника Йоганна та його дружини Шарлотти Фрідеріки Бемер. Спочатку Репсольд готувався до кар'єри теолога, але перейшов на вивчення математики та малювання під керівництвом Райнгарда Вольтмана, лоцмана на річці Ельбі, який пізніше працював на водопровідній станції в Гамбурзі.
У 1795 році Репсольд сам став річковим лоцманом, а в 1799 він одружився з Елеонорою Шарф, дочкою капітана пожежної команди, і того ж року він також приєднався до пожежної команди міста Гамбурга.

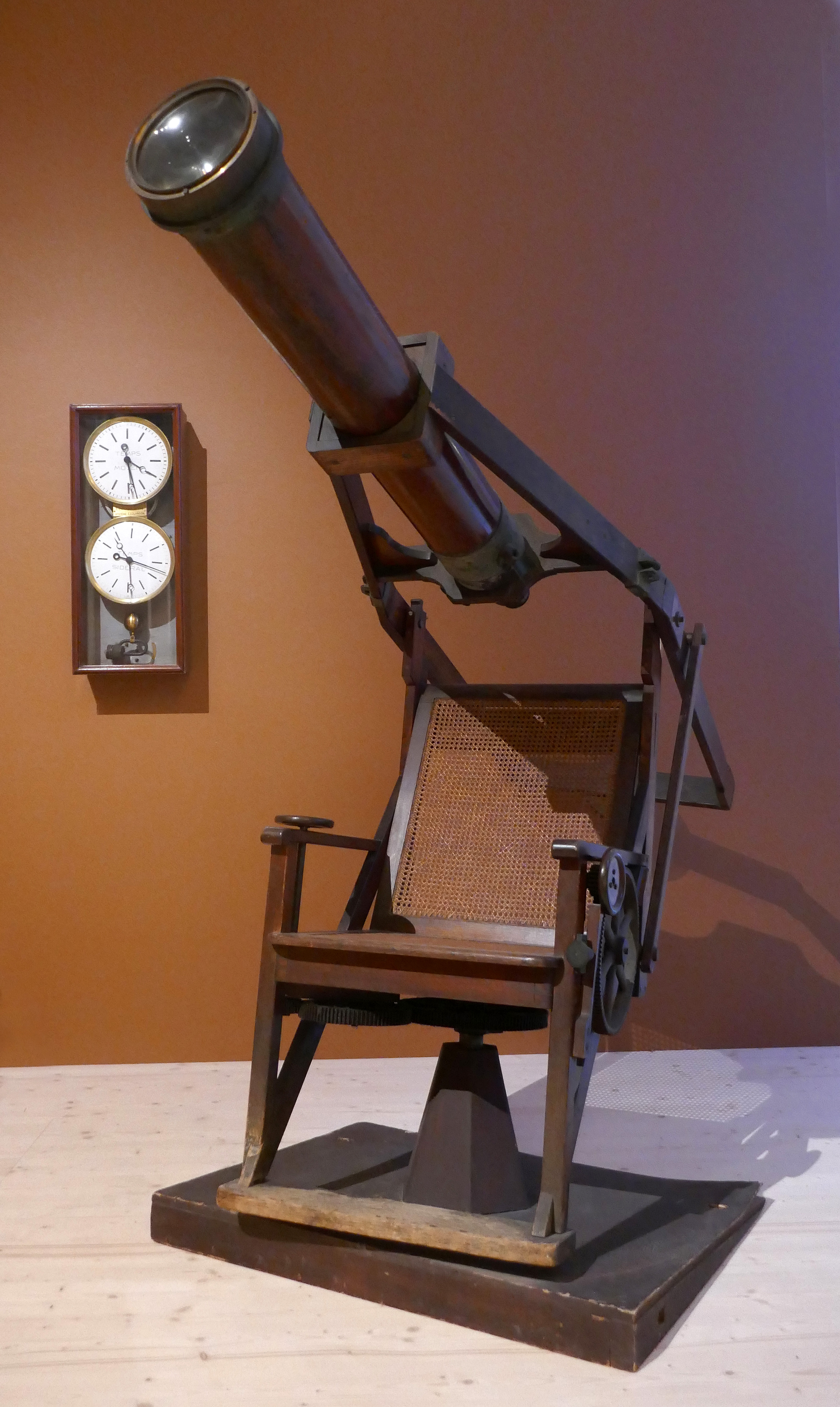
Один із астрономічних інструментів, створених Репсольдом

Познайомившись зі швейцарським астрономом Йоганном Каспаром Горнером, який проводив вимірювання на річці Ельбі, Репсольд виявив інтерес до конструювання астрономічних інструментів і в 1800 заснував власну майстерню. Він став виробляти оптичні інструменти й почав листуватись з Карлом Фрідріхом Гауссом щодо ахроматичних об'єктивів.
У 1802 році Репсольд розпочав будівництво приватної обсерваторії і став тісно співпрацювати з Генріхом Христіаном Шумахером. У 1803 він виготовив транзитний інструмент для Йоганна Горнера, а в 1815 створив меридіанний круг для Гауса в Геттінгенській обсерваторії. Гаус передав Репсольду план геліотропа, прототип якого побачив світ у 1821 році. Гамбурзька обсерваторія була зруйнована під час наполеонівських воєн у 1811 році. У 1825 була створена нова обсерваторія в Штадтваллі, і Репсольд став її директором, постачаючи деякі інструменти власним коштом.
Йоганн Георг Репсольд загинув 14 січня 1830 в Гамбурзі. Його вдарила падаюча балка, коли він керував гасінням великої пожежі.
Витрати на утримання обсерваторії згодом узяв на себе місцевий уряд, а новим директором став Карл Людвіг Крістіан Рюмкер. Обсерваторію Репсольда знесли після завершення будівництва нової обсерваторії, теперішньої Гамбурзької обсерваторії у Бергедорфі, між 1906 та 1912 роками. Біля нової обсерваторії встановили бюст Репсольда. Зараз на цьому місці Музей історії Гамбурга.
Завідування майстернями Репсольда перейшло до його синів Георга (1804—1885) та Адольфа (1806—1871), ставши фірмою «А. & G. Repsold». Адольф Репсольд також наслідував батькові на посаді начальника пожежників. У 1867 році Георг Репсольд (який був міським інспектором мір та ваг) вийшов зі справи, і фірма стала називатися «A. Repsold & Soehne». По смерті Адольфа Репсольда власниками стали його сини Йоганн Адольф (1838—1919) та Оскар Філіпп (1842—1919).
Іменем Йоганна Георга Репсольда були названі кратер Репсольд на видимому боці Місяця та астероїд 906 Репсольда в головному поясі.

## В Києві
Музей Астрономічної обсерваторії Київського університету має серед експонатів астрограф, зроблений фірмою Репсольда в 1895 році та меридіанне коло фірми (зроблене в 1870 році, поставлене до Києва у 1872 році).